# 加氏冬青
加氏冬青（学名：Ilex gardneriana），是印度特有及灭绝的一种植物。现时加氏冬青仅有一具于1859年在泰米尔纳德邦尼尔吉里丘陵的Sispara山道采集到的模式标本。由于该片地区已被反复勘察且没有任何个体被发现，该物种被认为已因为农业发展、城市住房开发以及伐木而绝灭。